# Барнстапл (залив)
Ба́рнстапл (Барнстэпл; англ. Barnstaple Bay, Bideford Bay, Barnstaple or Bideford Bay) — залив (бухта) юго-западной части Бристольского залива Кельтского моря, вдается в северо-западное побережье Юго-Западной Англии (Великобритания) на территории графства Девон. На северо-востоке ограничен мысом Морт, на юго-западе — мысом Хартленд. Крупнейшими притоками залива Барнстапл являются реки Торридж и То, образующие при впадении в него эстуарий.